# 吕戈斯
吕戈斯（法語：Lugos，法語發音：[lyɡɔs]）是法国吉伦特省的一个市镇，属于阿卡雄区。

## 地名
该地名“Lugos”发音为[lyɡɔs]，末尾字母“s”发音，《世界地名翻译大辞典》与《世界地名译名词典》将其误译作“吕戈”。

## 地理
吕戈斯（44°28'59"N, 0°53'6"W）面积62.14 平方千米，位于法国新阿基坦大区吉倫特省，该省份为法国西南部沿海省份，是法國本土面积最大的省，北起滨海夏朗德省，西临大西洋，南至朗德省，东南接洛特-加龍省，东临多爾多涅省。
与吕戈斯接壤的市镇（或旧市镇、城区）包括：萨勒、伯兰-贝列、桑吉内、索尼亚克和米雷、伊舒克斯、比斯卡羅斯、博恩地区帕朗蒂斯。
吕戈斯的时区为UTC+01:00、UTC+02:00（夏令时）。

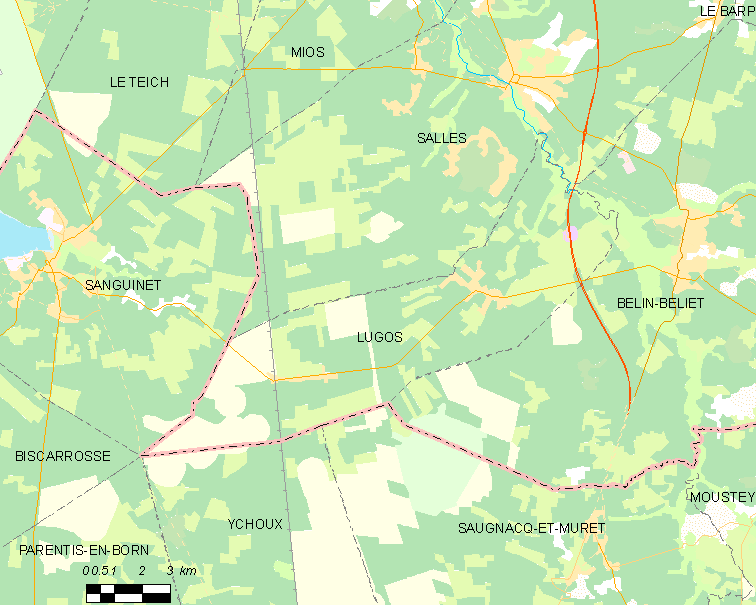
吕戈斯的OSM定位图

## 行政
吕戈斯的邮政编码为33830，INSEE市镇编码为33260。

## 政治
吕戈斯所属的省级选区为砂砾荒原县。

## 人口

1962-2008年间吕戈斯人口变化图示

吕戈斯于2022年1月1日时的人口数量为1137人。